# 米哈伊爾·邁克辛
米哈伊爾·邁克辛（俄语：Микешин, Михаил Осипович，1835年2月9日—1896年1月19日）是一位俄罗斯艺术家，主要替罗曼诺夫王朝工作，并在俄罗斯帝国的主要城市设计了许多户外雕像。
邁克辛出生在罗斯拉夫尔附近的一个村庄。1852-58年，邁克辛在列宾美术学院学习时，他受到了俄国皇室的赏识，并被请去教授大公夫人绘画。
邁克辛的户外雕塑作品中，只有少数几个在苏联时期幸存下来。其中包括圣彼得堡的叶卡捷琳娜二世雕像(1873年)、基辅的博格丹·赫梅利尼茨基雕像(1888年)和新切爾卡斯克的葉爾馬克·齊莫菲葉維奇雕像(1904年)。他在俄羅斯以外也有雕塑作品，例如里斯本的佩德罗四世雕像。
1876-1878年，迈克辛担任讽刺杂志《Pchela》的编辑，他在该杂志上发表了他为尼古拉·瓦西里耶维奇·果戈里和塔拉斯·格里戈里耶维奇·谢甫琴科的作品创作的漫画和插图。他于1896年1月31日在圣彼得堡去世。    

## 作品

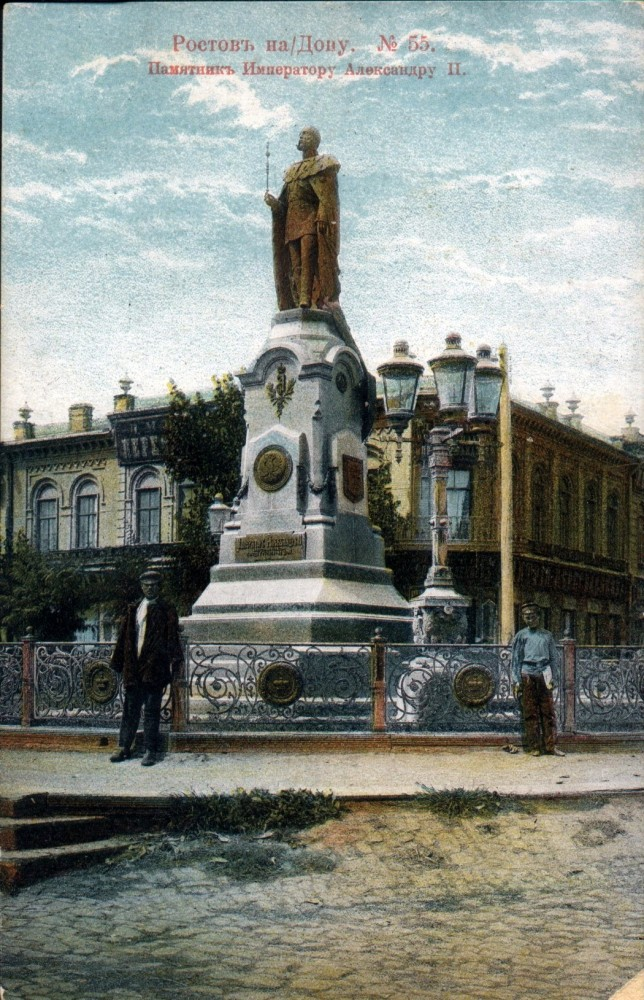
亚历山大二世纪念碑（顿河畔罗斯托夫）
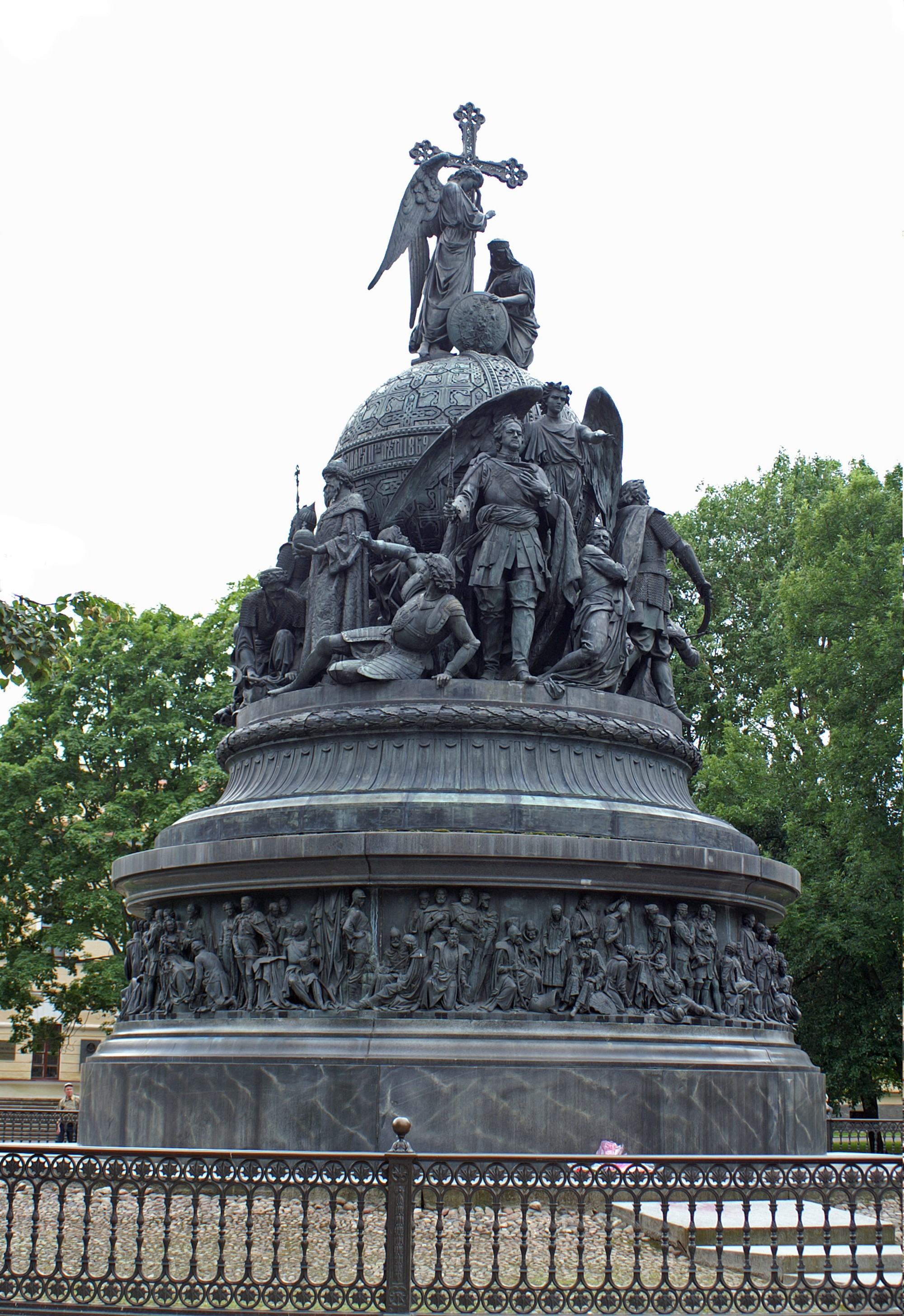
俄罗斯千年纪念碑（大诺夫哥罗德）
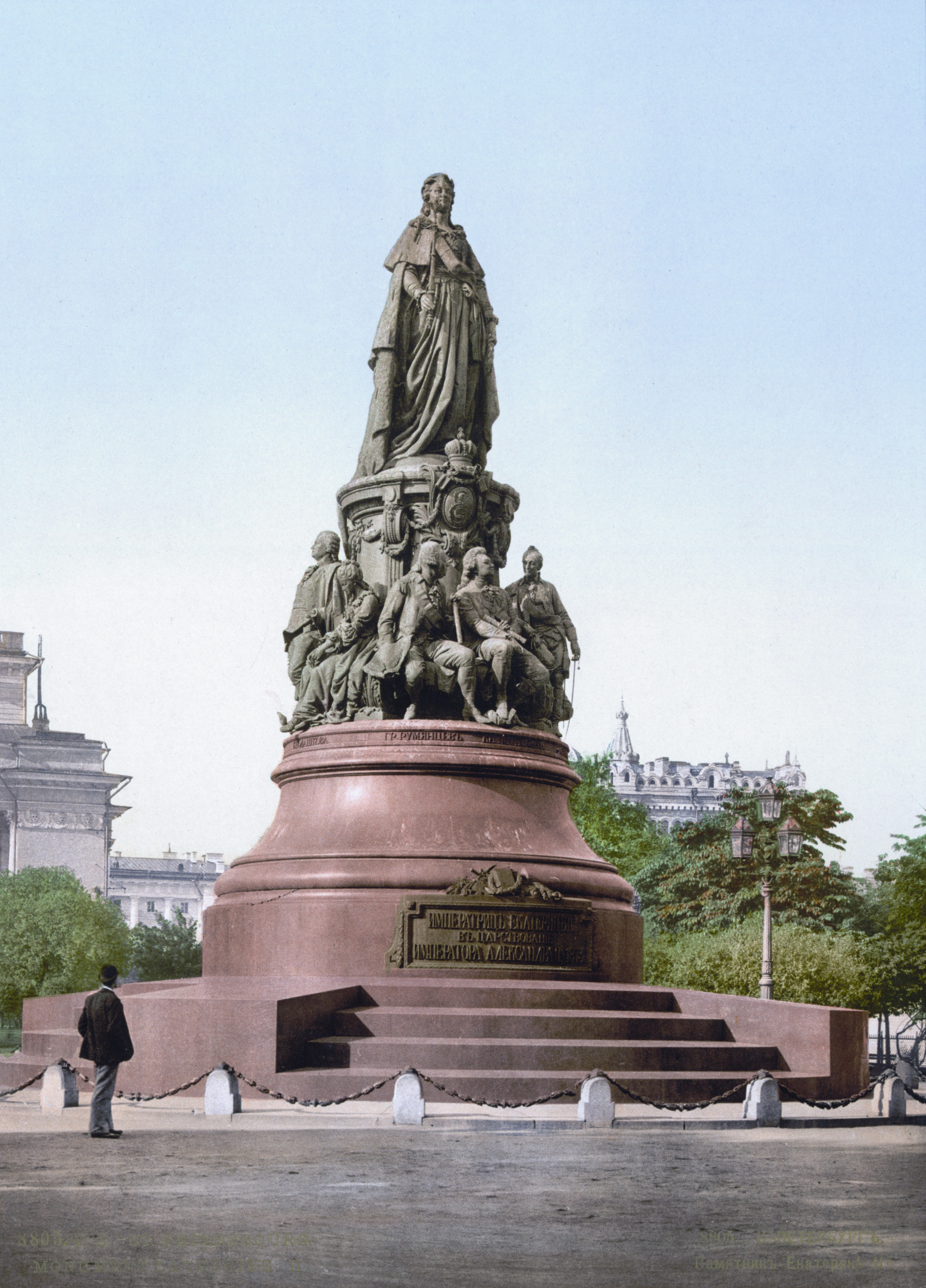
叶卡捷琳娜二世纪念碑 （圣彼得堡）
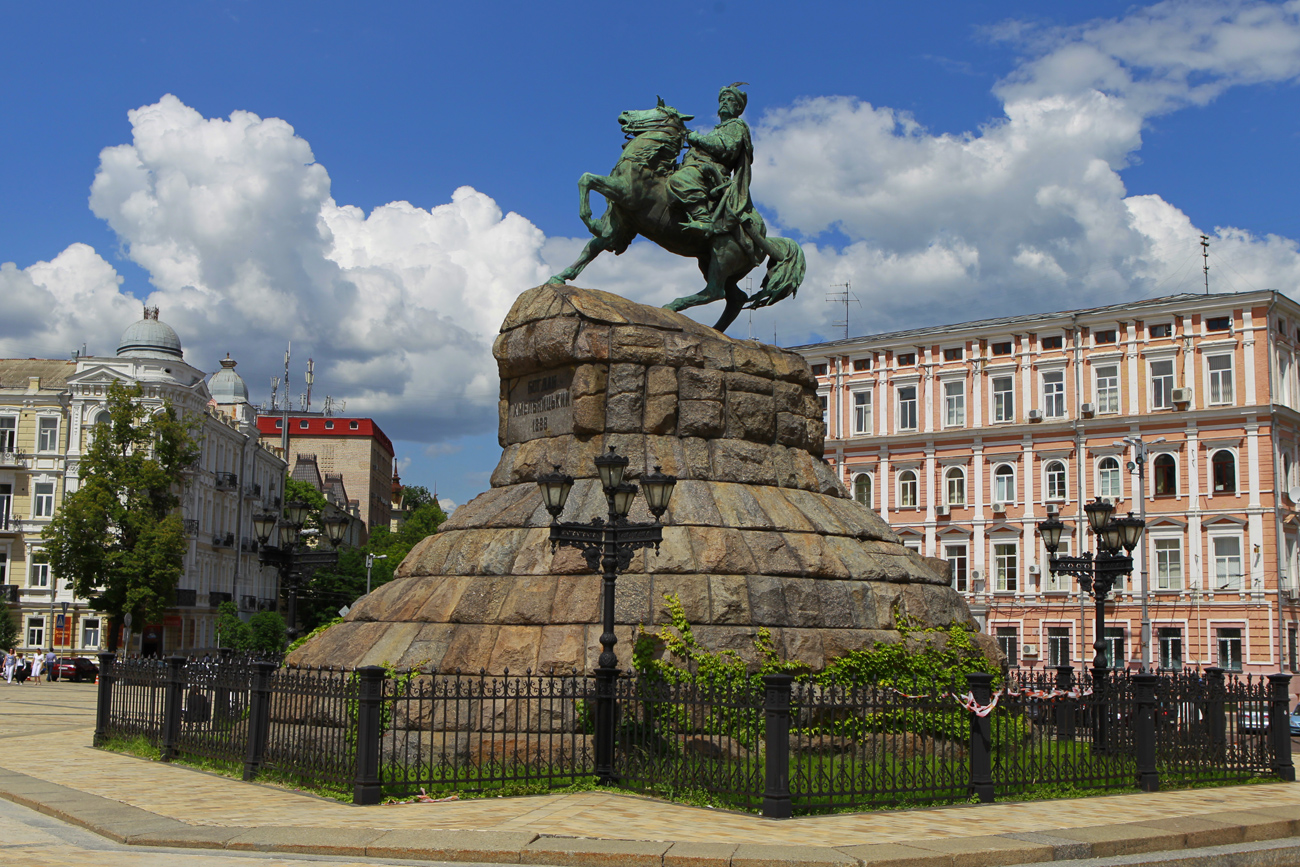
博格丹·赫梅利尼茨基纪念碑（基輔）